# Thomas Darmon

a Compétitions nationales et continentales officielles uniquement.

Dernière mise à jour le 24 janvier 2023.
Thomas Darmon, né le 12 mai 1998 à Sète (Hérault), est un joueur français de rugby à XV jouant au poste de centre au Montpellier Hérault rugby.

## Biographie

### Jeunesse et formation
Natif de Sète, Thomas Darmon est issu d'une famille de rugbymen originaire de Poussan et c'est naturellement qu'il découvre le ballon ovale au MHR où évoluent déjà ses frères aînés, Romain et Alexandre.
Après avoir fait ses classes à l'école de rugby du club montpelliérain, il intègre la section sport-étude de rugby du Lycée Mermoz de Montpellier puis surclassé, il est appelé en équipe de France des moins de 18 ans. En avril 2015  il est sacré champion d’Europe avec la sélection nationale des moins de 18 ans, puis il est champion de France junior Crabos avec son club en mai 2015.
En 2016, il remporte pour la seconde fois consécutive le championnat d'Europe des moins de 18 ans.

### Carrière professionnelle
Le 9 septembre 2017, Vern Cotter fait appel à lui : il fait ses débuts en Top 14 en tant que titulaire, lors d'un match face à Castres (victoire 17-22).
Durant la saison 2022-2023, il profite des absences sur blessure d'Arthur Vincent, Geoffrey Doumayrou et Jan Serfontein pour s'imposer dans le XV de départ montpellierain. Il réalise de très bonnes performances et devient un titulaire. Il joue au total vingt-huit matchs dont vingt-cinq en tant que titulaire et marque neuf essais toutes compétitions confondues.
Ses bonnes performances en club durant cette saison lui permettent d'être convoqué pour la première fois de sa carrière en équipe de France par Fabien Galthié, en remplacement de Julien Delbouis pour la quatrième journée du Tournoi des Six Nations 2023, face à l'Angleterre,. Il n'est cependant pas sur la feuille de match et ne connaît donc pas sa première cape à cette occasion.

## Palmarès

### En club
- Montpellier HR
  - Vainqueur du Championnat de France Crabos en 2015
  - Vainqueur du Championnat de France en 2022 [Note 1]

### En sélection nationale
- France -18
  - Vainqueur du Championnat d'Europe des moins de 18 ans en 2015 et 2016